# 印賀宝篋印塔
印賀宝篋印塔（いんがほうきょういんとう）は、鳥取県日野郡日南町印賀にある丘陵、八幡山（塔の山）に建っている石塔。別称は、印賀正平塔。正面の銘文には、1357年（正平12年）の年号が見られる。材質は花崗岩。
1953年（昭和28年）8月8日、県の保護文化財に指定された。

## 概要
印賀宝筺印塔は、鳥取県日野郡日南町印賀の八幡山（はちまんやま）山頂にある宝篋印塔である。1357年（正平12年）建立。総高2.4メートル。
正面に銘文が彫られているが、磨滅により判読できない状態になっている。もとは「逆修一日□□妙□　十三部供養　己畢　正平十二丁酉十月日一結集二百余□敬白」（□は判読できない字）とあったといわれる。
南北朝の混乱期に、付近の武士団が自らの死後の冥福を祈るために建てた逆修塔と考えられている。
1953年（昭和28年）8月8日に県の保護文化財（建造物）に指定された。

## 文化財

### 保護文化財（県指定）
1953年（昭和28年）8月8日指定。1357年（正平12年）建立。